# Hadise
Hadise Açıkgöz (Mol, 22 de outubro de 1985) é uma cantora e compositora turca nascida na Bélgica. Representou a Turquia no Festival Eurovisão da Canção 2009, terminando em quarto lugar. Em 2005 lançou o seu primeiro álbum Sweat, pelo qual tornou-se muito conhecida e venceu prêmios na Bélgica (Prêmios TMF) e na Turquia (Prêmio Borboleta Dourada). Em 2011 iniciou a sua participação como juíza na versão turca do programa The Voice, e em 2021 participou, com outras 70 celebridades, da campanha Team Up Challenge do jogo de celular PUBG Mobile, representando Team Europe.